# Garanhuns
Garanhuns este un oraș în Pernambuco (PE), Brazilia.